# 朱洪章
朱洪章（1832年—1895年），字煥文，貴州黎平人，咸豐初年，從黎平知府胡林翼勦盜匪，再隨胡巡撫移軍至湖北征太平軍，改隸湖南提督塔齊布部，屢立戰功以勇名升遷為千總，塔病逝改從周鳳山、華金科部，朱亦敗蹟戰降為把總；咸豐九年從曾國荃收復景德鎮復千總職，「战绩始著」。

## 勤勇巴图鲁
- 十年，从攻太湖，解小池驿之围，晋都司。接著进攻安庆，争壕夺垒，斩刈甚多。
- 十一年，克安庆，超擢参将，赐号勤勇巴图鲁。从国荃由皖东下，连夺沿長江太平軍守要隘，擢副将。

## 攻克天京
- 进屯雨花台，天京太平軍出擊，朱屡破之。
- 待到太平軍援兵至，曾國荃被围，太平軍迭以地埋炸彈毁营墙湧出戰鬥；口衔利刃，匍匐爬攻湘軍。洪章督队毙太平軍无算，伤亡士卒甚多，久之始解圍。洪章先以总兵记名，此次升加提督衔。
- 同治三年（1864年），攻天京久不拔，及开地道於龙膊子山麓，並议推誰作前锋？国荃召诸将署名具军令状，洪章署第一，武明良第二，刘连捷第三，一一署簽名，共得九人。
- 发火城崩，洪章率部三营千五百人，从城破口首先冲入，太平軍仓猝从城头掷炸药倾盆，導致士卒死四百馀人。洪章入城后，结圜阵与太平軍步槍排排互轟击巷戰。诸将領兵五萬分军为三隊，洪章趋中路，直攻天王府之北（天王府為蕭孚泗先攻入，李臣典次攻佔），短兵又巷战一日夜，搜斩逆酋尤众，赐黄马褂，予骑都尉世职，有提镇缺出可先提奏洪章。
- 初叙入城功，李臣典被曾國荃提功第一，洪章列第三，眾皆为不平。洪章曰：“吾一介武夫，由行伍擢至总镇。今幸东南底定，百战馀生，荷天宠锡，已叨非分，又何求焉？”

## 雲南治水
- 同治四年（1865年），授湖南永州镇总兵。
- 光緒二年，調往雲南鹤丽镇，署昭通、临安、腾越诸镇开濬。
- 十四年（1888年），隨曾國荃调留两江總督府，朱、曾共憑弔龙膊子山，祭死戰士瘗所並樹碑紀戰事。

## 晚駐上海
- 二十年，张之洞檄募十营防上海金山卫，應變甲午戰爭。二十一年，卒於军。之洞疏陈战绩，称：朱洪章收复南京，功实第一。诏宣付史馆，从优议恤，谥武慎。

## 延伸阅读
[在维基数据编辑]
 《清史稿·卷414》，出自趙爾巽《清史稿》